# 圣洛朗迪克罗
圣洛朗迪克罗（法語：Saint-Laurent-du-Cros）是法国上阿尔卑斯省的一个市镇，位于该省中部，属于加普区。该市镇的总面积为12.69平方公里，2009年时的人口为532人。

## 人口
圣洛朗迪克罗人口变化图示
| 数据来源：INSEE |